# Лобковая Балка
Лобковая Балка (укр. Лобкова Балка) — село,
Штомпелевский сельский совет,
Хорольский район,
Полтавская область,
Украина.
Код КОАТУУ — 5324887715. Население по переписи 2001 года составляло 59 человек.

## Географическое положение
Село Лобковая Балка находится на автомобильной дороге М-03,
на расстоянии в 1 км от села Ставки, в 1,5 км от сёл Павловка, Ковтуны, Ванжина Долина и 
в 3,5 км — город Хорол.

## История
Село указано на трехверстовке Полтавской области. Военно-топографическая карта.1869 года как хутор Ромодановы Бочки